# Marc Dubois
Marc Dubois (Ostende, 1950) es un arquitecto, crítico, comisario de exposiciones y profesor universitario belga.

## Biografía
Graduado en 1974 en Arquitectura en la Sint-Lucasschool de Gante, tras unos años de ejercicio profesional se incorporó a Sint-Lucasschool como asistente (1978), después pasó a ser profesor del Henry van de Velde Instituut de Amberes y en el Piet Zwart Istituut. En la actualidad (2014) es profesor de Arquitectura en la escuela donde se formó.
Marc Dubois ha sido a lo largo de su carrera comisario de varias exposiciones en el Museo de Diseño de Gante. En 1991 ocupó el comisariado de la exposición «Arquitectura de Flandes» en la Bienal de Arquitectura de Venecia, y en 1997 se encargó de la exposición «Arquitectura de Flandes» en Barcelona. Además, hasta 1992 fue asesor de Mies Van der Rohe en la construcción del Pabellón de Barcelona. En 1993 impulsó la iniciativa 'Yearbook Architecture in Flanders'. Actualmente es miembro del consejo de asesoramiento de 'Casabella'. Dubois ha escrito artículos para varias revistas de arquitectura de toda Europa y es el autor de libros que tratan la obra de autores como Álvaro Siza, Philippe Samyn, Vincent Van Duysen y Bart Lens. Dubois pertenece al comité de expertos del premio Europeo del Espacio Público Urbano desde su edición de 2010.